# 斡赤
斡赤（?—?），元朝大臣，又作斡只，元武宗时中书左丞。
元武宗至大三年（1310年），由太子詹事转任中书省左丞、集贤使、领典医监事，后来出任江西行省右丞相。元仁宗延祐三年（1316年），加大司徒。延祐五年（1318年），由典瑞院使转任集贤殿大学士，依然领典瑞院事。泰定元年（1324年）斡赤担任翰林学士承旨。